# 冨成義郎
冨成 義郎（とみなり よしろう、1956年（昭和31年）2月19日 - ）は、日本の実業家、東邦ガス代表取締役会長。

## 経歴
- 1956年 - 岐阜県関市（旧武儀郡武芸川町）生まれ。
- 1981年 - 京都大学大学院工学研究科化学工学専攻修了
  - 同年4月 - 東邦ガス入社
- 2003年 - 生産計画部長
- 2006年 - 企画部長
- 2009年 - 執行役員
- 2011年 - 常務執行役員
- 2015年 - 取締役専務執行役員
- 2016年 - 代表取締役社長[1]
- 2021年 - 代表取締役会長[2]